# Stubbekøbing Kommune
| Strukturdaten       | Strukturdaten        |
| ------------------- | -------------------- |
| Sitz der Verwaltung | Stubbekøbing         |
| Fläche              | 156,41 km²           |
| Einwohner           | 6.794 (2006)         |
| Kommune seit 2007   | Guldborgsund Kommune |

Stubbekøbing Kommune war bis Dezember 2006 eine dänische Kommune im damaligen Storstrøms Amt. Im Januar 2007 wurde sie mit den Gemeinden Nykøbing Falster, Sydfalster, Nysted, Nørre Alslev und Sakskøbing zur Guldborgsund Kommune zusammengeschlossen.